# Епархия Экатепека
Епархия Экатепека (лат. Dioecesis Ecatepecensis) — епархия Римско-католической церкви с центром в городе Экатепек-де-Морелос, Мексика. Епархия Экатепека входит в митрополию Тлальнепантлы. Кафедральным собором епархии Экатепека является церковь Святейшего Сердца Иисуса.

## История
28 июня 1995 года Римский папа Иоанн Павел II издал буллу Ad curam pastoralem, которой учредил епархию Экатепека, выделив её из архиепархии Тлальнепантлы.

## Ординарии епархии
- епископ Onésimo Cepeda Silva (28.06.1995 — 7.05.2012);
- епископ Oscar Roberto Domínguez Couttolenc (17.07.2012 — по настоящее время).

## Источник
- Annuario Pontificio, Libreria Editrice Vaticana, Città del Vaticano, 2003, ISBN 88-209-7422-3
- Булла Ad curam pastoralem  (лат.)